# یوری (خواننده کره جنوبی)
یوری (به انگلیسی: Yuri)با نام اصلی چا هیون-اوک (به انگلیسی: Cha Hyun-ok) (زاده ۲۴ دسامبر ۱۹۷۶) خواننده کره‌ای است.